# NGC 7507
NGC 7507 је елиптична галаксија у сазвежђу Вајар која се налази на NGC листи објеката дубоког неба.
Деклинација објекта је - 28° 32' 19" а ректасцензија 23h 12m 7,5s. Привидна величина (магнитуда) објекта NGC 7507 износи 10,4 а фотографска магнитуда 11,4. Налази се на удаљености од 22,316 милиона парсека од Сунца. NGC 7507 је још познат и под ознакама ESO 469-19, MCG -5-54-22, AM 2309-284, PGC 70676.